# Natació al Campionat del Món de natació de 2013 – 4 × 100 m lliures masculí
El relleu de 4 × 100 metres lliures masculí es va celebrar el 28 de juliol de 2013 al Palau Sant Jordi a Barcelona.

## Rècords
Els rècords del món abans de començar la prova:
| Rècord del món       | Estats Units · Michael Phelps (47.51) · Garrett Weber-Gale (47.02) · Cullen Jones (47.65) · Jason Lezak (46.06) | 3:08.24 | Pequín, Xina | 11 d'agost de 2008   |
| Rècord del campionat | Estats Units · Michael Phelps (47.78) · Ryan Lochte (47.03) · Matt Grevers (47.61) · Nathan Adrian (46.79)      | 3:09.21 | Roma, Itàlia | 26 de juliol de 2009 |

## Resultats
DSQ: Desqualificats

### Sèries
| Posició | Sèries | Carrer | Nedadors                                                                                            | País            | Temps   | Notes |
| ------- | ------ | ------ | --------------------------------------------------------------------------------------------------- | --------------- | ------- | ----- |
| 1       | 1      | 4      | Jimmy Feigen (48.39) Anthony Ervin (47.38) Ricky Berens (47.56) Conor Dwyer (48.36)                 | Estats Units    | 3:11.69 | Q     |
| 2       | 2      | 5      | Andrey Grechin (48.07) Yevgeny Lagunov (48.47) Alexander Sukhorukov (48.11) Danila Izotov (47.78)   | Rússia          | 3:12.43 | Q     |
| 3       | 1      | 5      | James Roberts (48.57) Kenneth To (48.05) Matthew Targett (48.26) Tommaso D'Orsogna (48.16)          | Austràlia       | 3:13.04 | Q     |
| 4       | 2      | 4      | Amaury Leveaux (49.14) Fabien Gilot (47.62) Grégory Mallet (48.64) William Meynard (48.49)          | França          | 3:14.01 | Q     |
| 5       | 1      | 6      | Luca Leonardi (48.88) Marco Orsi (48.06) Michele Santucci (48.95) Filippo Magnini (48.24)           | Itàlia          | 3:14.13 | Q     |
| 6       | 1      | 7      | Marcelo Chierighini (48.91) Nicolas Oliveira (48.05) Fernando Santos (48.43) Vinícius Waked (49.02) | Brasil          | 3:14.41 | Q     |
| 7       | 1      | 3      | Steffen Deibler (48.69) Marco di Carli (48.91) Christoph Fildebrandt (48.49) Markus Deibler (48.61) | Alemanya        | 3:14.70 | Q     |
| 8       | 2      | 7      | Shinri Shioura (49.00) Kenji Kobase (49.67) Takuro Fujii (48.80) Kenta Ito (47.99)                  | Japó            | 3:15.46 | Q     |
| 9       | 2      | 6      | Dieter Dekoninck Emmanuel Vanluchene Glenn Surgeloose Jasper Aerents                                | Bèlgica         | 3:15.52 |       |
| 10      | 1      | 2      | Lü Zhiwu Lou Junyi Shi Tengfei Chen Zuo                                                             | R.P. de la Xina | 3:17.32 |       |
| 11      | 2      | 3      | Leith Shankland Chad le Clos Gerhard Zandberg Devon Myles Brown                                     | Sud-àfrica      | 3:17.91 |       |
| 12      | 2      | 0      | Doğa Çelik İskender Baslakov Furkan Marasli Kemal Arda Gürdal                                       | Turquia         | 3:20.00 |       |
| 13      | 2      | 1      | Jan Šefl Tomáš Plevko Martin Žikmund Martin Verner                                                  | Txèquia         | 3:20.12 |       |
| 14      | 2      | 2      | Joel Greenshields Thomas Gossland Luke Peddie Hassaan Abdel Khalik                                  | Canadà          | 3:20.24 |       |
| 15      | 2      | 8      | Yang Jung-Doo Chang Gyu-Cheol Jeong Jeong-Soo Shin Hee-Woong                                        | Corea del Sud   | 3:25.50 |       |
| 16      | 1      | 1      | Ahmed Akaram Marwan Ismail Mohamed Khaleb Shehab Younis                                             | Egipte          | 3:26.25 |       |
| 17      | 1      | 8      | Aitor Martínez Markel Alberdi Juan Miguel Rando Aschwin Wildeboer Faber                             | Espanya         |         | DSQ   |

### Final
| Posició | Carrer | Nedadors                                                                                              | País         | Temps   | Notes |
| ------- | ------ | --- | ------------ | ------- | ----- |
| 1       | 6      | Yannick Agnel (48.76) Florent Manaudou (47.93) Fabien Gilot (46.90) Jérémy Stravius (47.59)           | França       | 3:11.18 |       |
| 2       | 4      | Nathan Adrian (47.95) Ryan Lochte (47.80) Anthony Ervin (47.44) Jimmy Feigen (48.23)                  | Estats Units | 3:11.42 |       |
| 3       | 5      | Andrey Grechin (48.09) Nikita Lobintsev (47.91) Vladimir Morozov (47.40) Danila Izotov (48.04)        | Rússia       | 3:11.44 |       |
| 4       | 3      | James Magnussen (48.00) Cameron McEvoy (47.44) Tommaso D'Orsogna (48.05) James Roberts (48.09)        | Austràlia    | 3:11.58 |       |
| 5       | 2      | Luca Dotto (49.17) Luca Leonardi (48.08) Marco Orsi (47.25) Filippo Magnini (48.12)                   | Itàlia       | 3:12.62 |       |
| 6       | 1      | Steffen Deibler (48.43) Markus Deibler (48.59) Christoph Fildebrandt (48.42) Dimitri Colupaev (48.33) | Alemanya     | 3:13.77 |       |
| 7       | 7      | Nicolas Oliveira (48.72) Fernando Santos (48.98) Vinícius Waked (49.19) Marcelo Chierighini (47.56)   | Brasil       | 3:14.45 |       |
| 8       | 8      | Shinri Shioura (48.69) Kenji Kobase (49.09) Takuro Fujii (48.60) Kenta Ito (48.37)                    | Japó         | 3:14.75 |       |